# El amor en los tiempos del perreo
El amor en los tiempos del perreo es el tercer álbum de estudio del grupo musical de reguetón colombiano Piso 21.
El álbum se caracteriza por el estilo urbano de la banda, aunque tiene una variedad de ritmos entre ranchera, pop, trap y otros. Además, se destaca por ser el primer álbum en que Lorduy participa, ya que es quién reemplazó a Llane dentro de la banda.
De este álbum, se desprenden sencillos como: «Una vida para recordar», «Más de la una», «Mami» y «Pa' olvidarme de ella». En este álbum, están incluidas las participaciones de Maluma, Black Eyed Peas, Zion & Lennox, Myke Towers y Christian Nodal entre otros.

## Lista de canciones
| N.º | Título                                        | Duración |  |
| 1.  | «Intro»                                       | 1:42     |  |
| 2.  | «Tan bonita»                                  | 3:31     |  |
| 3.  | «Más de la una» (con Maluma)                  | 3:56     |  |
| 4.  | «El amor en los tiempos del perreo»           | 3:24     |  |
| 5.  | «Una vida para recordar» (con Myke Towers)    | 3:35     |  |
| 6.  | «Déjalo» (con Mabiland)                       | 2:59     |  |
| 7.  | «A muerte»                                    | 3:25     |  |
| 8.  | «Mami» (con Black Eyed Peas)                  | 3:49     |  |
| 9.  | «Dame luz»                                    | 3:03     |  |
| 10. | «Querida» (con Feid)                          | 3:36     |  |
| 11. | «No está mal»                                 | 2:51     |  |
| 12. | «Pa' olvidarme de ella» (con Christian Nodal) | 3:47     |  |
| 13. | «Ay qué cool» (con Moncas)                    | 3:46     |  |